# A4 Road
A A4 é uma das principais rodovias da Inglaterra, que vai de Londres à Avonmouth, um subúrbio de Bristol.
Historicamente, é a rota principal de Londres ao oeste da Inglaterra. Atualmente, é uma combinação de estradas velhas e novas. Entre as mais antigas estão a Bath Road, a estrada original de Londres ao oeste, e a Great West Road, construída entre as guerras como um desvio para aliviar o congestionamento em Brentford e Hounslow.  A rota tem na sua paralela a auto-estrada M4.
Os lugares seguintes som servidos para a estrada:
- Londres
- Westminster
- Hammersmith
- Brentford
- Hounslow
- Aeroporto de Londres Heathrow
- Slough
- Maidenhead
- Reading
- Newbury
- Marlborough
- Chippenham
- Bath
- Bristol